# Oginome Yōko
Yōko Oginome (荻野目洋子, Oginome Yōko, sinh ngày 10 tháng 12 năm 1968 tại Kashiwa, tỉnh Chiba, Nhật Bản), tên thật Yōko Tsujino (辻 野 洋子, Tsujino Yōko), là một cựu thần tượng nhạc pop, nữ diễn viên và diễn viên lồng tiếng, người nổi tiếng trong giữa những năm 80. Người hâm mộ của cô ấy thường gọi cô ấy là Oginome-chan. Cô là người đại diện cho công ty quản lý tài năng Rising Production.

## Sự nghiệp
Oginome đã dành hầu hết những năm học tiểu học và trung học cơ sở của mình để sống ở thị trấn Ranzan thuộc tỉnh Saitama, mặc dù cô học ở thành phố Sakura. Cô tốt nghiệp trường trung học phổ thông Horikoshi ở Nakano, Tokyo.
Khi còn học tiểu học, Oginome đã chiến thắng trong một cuộc thi và được chọn vào nhóm ba thành viên có tên "Milk" (ミ ル ク, Miruku) dưới nhãn CBS / Sony. Cô lấy biệt danh "Rumi" (ル ミ) và hợp tác với Kazumi Obata (Mimi) (小 畑 和美 (ミ ミ), Obata Kazumi) và Kinuko Ohmori (Kumi) (大 森 絹子 (ク ミ), Ōmori Kinuko).  Nhóm chỉ phát hành hai đĩa đơn và tan rã hơn một năm sau khi thành lập.  Khi còn trung học, Oginome đã thử vai trong bộ phim live action Shonben Rider của công ty Kitty Film, và sau đó được lồng tiếng cho bộ anime mới mang tên Miyuki trong vai nữ anh hùng - Miyuki Wakamatsu. Điều này dẫn đến các vai diễn trong bộ phim hoạt hình Baribari Legend và bộ phim truyền hình dành cho trẻ em Ugo Ugo Lhuga.
Oginome ra mắt ca hát solo vào năm 1984 với Future Sailing sau khi hoàn thành công việc lồng tiếng bộ phim anime Miyuki, mặc dù cô ấy không được biết đến nhiều trong khoảng một năm sau đó.  Trong khoảng thời gian chậm chạp này, đĩa đơn Belrets Caribbean của cô ấy đã nhận được sự yêu thích rộng rãi như một bài hát cổ động tại các trận bóng chày và bóng đá cho các đội như Seibu Lions, Fukuoka Daiei Hawks và Cerezo Osaka.
Bài hát đưa Oginome lên hàng siêu sao là bản phát hành năm 1985 của cô mang tên "Dancing Hero (Eat You Up)", bản cover ca khúc hi-NRG "Eat You Up" của Angie Gold.  Sau bài hát đó, hầu hết mọi bài hát cô ấy phát hành đều đặn ngay lập tức nổi tiếng, và cô ấy bắt đầu xuất hiện trong các quảng cáo và các chương trình tạp kỹ, nơi phong cách Eurobeat của cô ấy càng được chú ý hơn.  "Dancing Hero" đã nhận được sự nổi tiếng trong năm 2017 sau khi một câu lạc bộ khiêu vũ của trường trung học quận Osaka, Câu lạc bộ khiêu vũ Tomioka (TDC) sử dụng nó như một phần của thói quen khiêu vũ của họ được gọi là "Bubble Dance" (được đặt tên theo thói quen khiêu vũ tượng trưng kỷ nguyên bong bóng kinh tế Nhật Bản) đã lan truyền sau khi trình diễn nó trong một cuộc thi mặc trang phục thập niên 80s. Cô cũng là người dẫn chương trình tạp kỹ Young Studio 101, một chương trình do các ngôi sao thần tượng nổi tiếng khác như Yoko Minamino và Miyoko Yoshimoto tổ chức vào nhiều thời điểm khác nhau.
Sự nghiệp diễn xuất của cô thực sự bắt đầu vào năm 1986 với vai chính trong các chương trình như bộ phim truyền hình Sōshun Monogatari của đài TBS (早春 物語), bộ phim truyền hình đài TBS năm 1987 Akachan ni Kanpai! (赤ちゃんに乾杯), Và bộ phim truyền hình Fuji TV năm 1989 Komarasenai de! (こまらせないで !).  Oginome cũng đã hát các bài hát chủ đề cho các chương trình này.  Cô cũng xuất hiện trong một số phim truyền hình dài tập của đài NHK, bao gồm Rin Rin to (凛凛 と) (1990), Tokyo Kunitori Monogatari (ト ー キ ョ ー 国 盗 り 物語) (1993), và Nagoya Okane Monogatari (名古屋 お 金 物語) (1995).
Oginome đã đấu trí với diễn viên hài và diễn viên Beat Takeshi trên chương trình tạp kỹ Super Jockey của mạng NTV, một chương trình nổi tiếng với sự hài hước và chủ đề thảo luận.  Cô cũng xuất hiện với tư cách khách mời trong chương trình tạp kỹ của mạng TBS Takeshi - Tokoro no Dracula ga Neratteru (たけし ・ 所 のドラキュラが狙ってる), với sự tham gia của Takeshi và George Tokoro.

## Danh sách đĩa nhạc

### Albums

#### Album phòng thu
| Năm  | Thông tin | Vị trí xếp hạng Oricon | Số lượng bán ra | Chứng nhận RIAJ |
| ---- | --- | ---------------------- | --------------- | --------------- |
| 1984 | Teens Romance - Ngày phát hành: 5/9/1984 - Công ty sản xuất: Victor - Định dạng: LP, CD, cassette                                                                             | 24                     |                 |                 |
| 1985 | Freesia no Ame - Ngày phát hành: 5/3/1985 - Công ty sản xuất: Victor - Định dạng: LP, CD, cassette                                                                            | 26                     |                 |                 |
| 1985 | Kaigara Terrace - Ngày phát hành: 5/9/1985 - Công ty sản xuất: Victor - Định dạng: LP, CD, cassette                                                                           | 27                     |                 |                 |
| 1986 | Raspberry Wind - Ngày phát hành: 21/4/1986 - Công ty sản xuất: Victor - Định dạng: LP, CD, cassette                                                                           | 4                      |                 |                 |
| 1986 | Non-Stopper: "The Beat" Special - Ngày phát hành: 16/12/1986 - Công ty sản xuất: Victor - Định dạng: LP, CD, cassette                                                         | 1                      | 800,000         | - 2x Bạch kim   |
| 1987 | Route 246 Connexion - Ngày phát hành: 16/7/1985 - Công ty sản xuất: Victor - Định dạng: LP, CD, cassette                                                                      | 2                      | 1,000,000       | - Triệu         |
| 1988 | CD-Rider - Ngày phát hành: 5/3/1985 - Công ty sản xuất: Victor - Định dạng: LP, CD, cassette - Released: ngày 24 tháng 8 năm 1988 - Label: Victor - Formats: LP, CD, cassette | 1                      |                 |                 |
| 1988 | Verge of Love (Bản tiếng Anh) - Ngày phát hành: 17/11/1988 - Công ty sản xuất: Victor - Định dạng: LP, CD, cassette                                                           | 5                      |                 |                 |
| 1989 | Verge of Love (Bản tiếng Nhật) - Ngày phát hành: 21/2/1989 - Công ty sản xuất: Victor - Định dạng: LP, CD, cassette                                                           | 11                     |                 |                 |
| 1989 | Fair Tension - Ngày phát hành: 21/11/1989 - Công ty sản xuất: Victor - Định dạng: CD, cassette                                                                                | 12                     |                 |                 |
| 1990 | Knock on My Door - Ngày phát hành: 21/8/1985 - Công ty sản xuất: Victor - Định dạng: CD, cassette                                                                             | 5                      |                 |                 |
| 1991 | Trust Me - Ngày phát hành: 3/7/1991 - Công ty sản xuất: Victor - Định dạng: CD, cassette                                                                                      | 25                     |                 |                 |
| 1992 | Ryūkō Kashu - Ngày phát hành: 3/6/1992 - Công ty sản xuất: Victor - Định dạng: CD, cassette                                                                                   | 3                      |                 |                 |
| 1992 | Nudist - Ngày phát hành: 21/11/1992 - Công ty sản xuất: Victor - Định dạng: CD, cassette                                                                                      | 27                     |                 |                 |
| 1994 | Scandal - Ngày phát hành: 16/12/1994 - Công ty sản xuất: Victor - Định dạng: CD, cassette                                                                                     | 97                     |                 |                 |
| 1997 | Chains - Ngày phát hành: 17/12/1997 - Công ty sản xuất: Victor - Định dạng: CD, cassette                                                                                      | —                      |                 |                 |

### Đĩa nhạc mở rộng
| Năm  | Thông tin | Vị trí xếp hạng Oricon | Số lượt bán ra | Chứng nhận RIAJ |
| ---- | --- | ---------------------- | -------------- | --------------- |
| 1986 | Heartbeat Express: Sōshun Monogatari Memorial Album - Ngày phát hành: 5/8/1986 - Công ty sản xuất: Victor - Định dạng: EP, CD, cassette | 10                     |                |                 |

### Album cover
| Năm  | Thông tin                                                                              | Vị trí xếp hạng Oricon | Số lượng bán ra | Chứng nhận RIAJ |
| ---- | -------------------------------------------------------------------------------------- | ---------------------- | --------------- | --------------- |
| 2006 | Voice Nova - Ngày phát hành: 22/2/2006 - Công ty sản xuất: Victor - Định dạng: CD      | 282                    |                 |                 |
| 2009 | Songs & Voice - Ngày phát hành: 25/11/2009 - Công ty sản xuất: Victor - Định dạng: CD  | —                      |                 |                 |
| 2014 | Dear Pop Singer - Ngày phát hành: 20/8/2014 - Công ty sản xuất: Victor - Định dạng: CD | 38                     |                 |                 |

### Tổng hợp
| Năm  | Thông tin | Vị trí xếp hạng Oricon | Số lượng bán ra | Chứng nhận RIAJ |
| ---- | --- | ---------------------- | --------------- | --------------- |
| 1985 | Yōko Oginome: The Best - Ngày phát hành: 25/12/1985 - Công ty sản xuất: Victor - Định dạng: LP, CD, cassette     | 15                     |                 |                 |
| 1987 | CD File Vol. 1 - Ngày phát hành: 16/12/1987 - Công ty sản xuất: Victor - Định dạng: CD                           | —                      |                 |                 |
| 1987 | CD File Vol. 2 - Ngày phát hành: 16/12/1987 - Công ty sản xuất: Victor - Định dạng: CD                           | —                      |                 |                 |
| 1987 | Pop Groover: The Best - Ngày phát hành: 19/12/1987 - Công ty sản xuất: Victor - Định dạng: LP, CD, cassette      | 3                      |                 |                 |
| 1989 | CD File Vol. 3 - Ngày phát hành: 21/3/1989 - Công ty sản xuất: Victor - Định dạng: CD                            | —                      |                 |                 |
| 1990 | '91 Oginome Collection - Ngày phát hành: 16/12/1990 - Công ty sản xuất: Victor - Định dạng: CD, cassette         | 29                     |                 |                 |
| 1991 | New Take: Best Collections '92 - Ngày phát hành: 16/12/1991 - Công ty sản xuất: Victor - Định dạng: CD, cassette | 48                     |                 |                 |
| 1995 | History - Ngày phát hành: 28/6/1995 - Công ty sản xuất: Victor - Định dạng: CD, cassette                         | —                      |                 |                 |
| 2005 | Yōko Oginome Best Selection - Ngày phát hành: 24/3/2005 - Công ty sản xuất: Victor - Định dạng: CD               | —                      |                 |                 |
| 2009 | Yōko Oginome Golden Best - Ngày phát hành: 16/9/2009 - Công ty sản xuất: Victor - Định dạng: CD                  | 117                    |                 |                 |

### Box sets
| Năm  | Thông tin | Vị trí xếp hạng Oricon | Số lượng bán ra | Chứng nhận RIAJ |
| ---- | --- | ---------------------- | --------------- | --------------- |
| 2009 | Super Groover the Box: The Perfect Singles - Ngày phát hành: 23/12/2009 - Công ty sản xuất: Victor - Định dạng: CD | 178                    |                 |                 |
| 2010 | Original Album Collection: The Box - Ngày phát hành: 24/3/2010 - Công ty sản xuất: Victor - Định dạng: CD          | —                      |                 |                 |

### Album remix
| Năm  | Thông tin | Vị trí xếp hạng Oricon | Số lượng bán ra | Chứng nhận RIAJ |
| ---- | --- | ---------------------- | --------------- | --------------- |
| 1992 | Best Hits Non Stop Clubmix - Ngày phát hành: 16/12/1992 - Công ty sản xuất: Victor - Định dạng: CD, cassette | 51                     |                 |                 |

### Hợp tác
| Năm  | Thông tin | Vị trí xếp hạng Oricon | Số lượng bán ra | Chứng nhận RIAJ |
| ---- | --- | ---------------------- | --------------- | --------------- |
| 1993 | De-Luxe (Hợp tác với Ugo Ugo Lhuga) - Ngày phát hành: 21/7/1993 - Công ty sản xuất: Victor - Định dạng: CD, cassette | 35                     |                 |                 |